# Список українознавчих наукових установ світу
До цього списку включено наукові установи світу, які досліджують українознавчу тематику. Включено також наукові та навчальні інституції, у яких у минулому вивчалася українознавча тематика, або викладалася українська мова. 
Відповідно, у колонці «Період існування» зазначено коли у зазначеній інституції активно досліджувалося українознавство, а не час існування самої установи. Країни розміщено за абеткою. До списку внесено академічні та університетські офіційні наукові установи, а не громадські організації чи приватні мовні школи.

## Австралія
| Назва                                                                                 | Місто   | Період існування | Посилання                                     |
| ------------------------------------------------------------------------------------- | ------- | ---------------- | --------------------------------------------- |
| Українознавство в Університеті Монаша (Monash University Ukrainian Studies)           | Клейтон |                  | [Архівовано 22 липня 2008 у Wayback Machine.] |
| Українознавство в Маквайрському університеті (Macquarie University Ukrainian Studies) | Сідней  |                  |                                               |

## Австрія
| Назва                                                                                    | Місто  | Період існування | Посилання                                      |
| ---------------------------------------------------------------------------------------- | ------ | ---------------- | ---------------------------------------------- |
| Інститут регіону Дунаю та Середньої Європи (Institut für den Donauraum und Mitteleuropa) | Відень |                  | [Архівовано 18 лютого 2010 у Wayback Machine.] |
| Інститут славістики Віденського університету (Institut für Slawistik, Universität Wien)  | Відень |                  | [Архівовано 29 липня 2010 у Wayback Machine.]  |

## Азербайджан
| Назва | Місто | Період існування | Посилання |
| --- | ----- | ---------------- | --------- |
| Кафедра слов'янської філології Бакинського слов'янського університету (Slavyan filologiyası kafedrası Bakı Slavyan Universitetini) | Баку  | 2000             |           |

## Білорусь
| Назва | Місто   | Період існування | Посилання                                     |
| --- | ------- | ---------------- | --------------------------------------------- |
| Кафедра класичної та сучасної зарубіжної філології Берестейського державного університету ім. О. С. Пушкіна (Катэдра клясычнай ды сучаснай замежнай філялёгіі Брэсцкага дзяржаўнага ўніверсытэта ім. А. С. Пушкіна / Кафедра классической и современной зарубежной филологии Брестского государственного университета им. А. С. Пушкина) | Берестя |                  | [недоступне посилання з липня 2019]           |
| Кафедра теоретичного та слов'янського мовознавства Білоруського державного університету (Катэдра тэарэтычнага і славянскага мовазнаўства Беларускага дзяржаўнага ўніверсытэта / Кафедра теоретического и славянского языковедения Белорусского государственного университета)                                                            | Мінськ  | 1966             | [Архівовано 8 червня 2012 у Wayback Machine.] |

## Болгарія
| Назва | Місто | Період існування | Посилання                                      |
| --- | ----- | ---------------- | ---------------------------------------------- |
| Болгарська україністика в Софійському університеті Святого Климента Охридського (Българска виртуална украинистика, Софийски университет) | Софія | 1996             | [Архівовано 19 серпня 2010 у Wayback Machine.] |

## Велика Британія
| Назва | Місто    | Період існування | Посилання                                      |
| --- | -------- | ---------------- | ---------------------------------------------- |
| Школа слов'янських та східно-європейських студій Університетського коледжу Лондона (School of Slavonic and East European Studies, University College London) | Лондон   |                  | [Архівовано 21 серпня 2007 у Wayback Machine.] |
| Українські студії в Кембриджському університеті (Cambridge Ukrainian Studies)                                                                                | Кембридж | 2009             |                                                |

## Грузія
| Назва                                                                        | Місто   | Період існування | Посилання |
| ---------------------------------------------------------------------------- | ------- | ---------------- | --------- |
| Інститут україністики Тбіліського державного університету ім. І.Джавахішвілі | Тбілісі | 2007             |           |

## Італія
| Назва | Місто | Період існування | Посилання                                      |
| --- | ----- | ---------------- | ---------------------------------------------- |
| Департамент Європейських та Інтеркультурних студій, Секція славістики та студій Центрально-Східної Європи Римського університету Ла Сапієнца (Sezione di SSEUCO Studi Slavi e dell'Europa Centro Orientale, Sapienza Università di Roma)                                       | Рим   |                  |                                                |
| Департамент лінгвістичних, літературних та філологічних студій, Секція славістичних та угро-фінських студій при Міланському університеті (Dipartimento di Studi Linguistici, Letterari e Filologici, Sezione di Slavistica e Ugrofinnistica, Università degli Studi di Milano) | Мілан |                  | [Архівовано 22 серпня 2009 у Wayback Machine.] |

## Іспанія
| Назва | Місто    | Період існування | Посилання |
| --- | -------- | ---------------- | --------- |
| Українське товариство Університету Валенсії (Col•lectiu d'Estudiants de la Universitat de València «Acció UV — Ucraïna») | Валенсія | 2015             | [83]      |

## Канада
| Назва | Місто    | Період існування | Посилання                                       |
| --- | -------- | ---------------- | ----------------------------------------------- |
| Канадський інститут українських студій Альбертського університету (Canadian Institute of Ukrainian Studies University of Alberta)                       | Едмонтон | 1976             | [Архівовано 15 лютого 2016 у Wayback Machine.]  |
| Кафедра українознавства Оттавського університету (University of Ottawa, Chair of Ukrainian Studies)                                                     | Оттава   | 1993             | [Архівовано 15 січня 2009 у Wayback Machine.]   |
| Українознавство в Торонтському університеті (Ukrainian Studies at the University of Toronto)                                                            | Торонто  |                  | [Архівовано 19 вересня 2008 у Wayback Machine.] |
| Центр українських канадських студій в Манітобському університеті (Centre for Ukrainian Canadian Studies, University of Manitoba)                        | Вінніпег | 1981             |                                                 |
| Центр дослідження української спадщини в Саскачеванському університеті (Prairie Centre for the Study of Ukrainian Heritage, University of Saskatchewan) | Саскатун | 1998             |                                                 |
| Центр українського і канадського фольклору ім. Кулів, Альбертський університет (Kule Centre for Ukrainian and Canadian Folklore, University of Alberta) | Едмонтон |                  | [Архівовано 20 березня 2018 у Wayback Machine.] |
| Архів українського фольклору Богдана Медвідського, Альбертський університет (Bohdan Medwidsky Ukrainian Folklore Archives, University of Alberta)       | Едмонтон |                  | [Архівовано 19 березня 2022 у Wayback Machine.] |

## Німеччина
| Назва | Місто               | Період існування | Посилання                                         |
| --- | ------------------- | ---------------- | ------------------------------------------------- |
| Український вільний університет (Ukrainische Freie Universität) | Мюнхен              | 1921             |                                                   |
| Німецька асоціація україністів (Deutschen Assoziation der Ukrainisten (DAU)) | Берлін              | 1995             |                                                   |
| Інститут Східної Європи, Вільний університет Берліна (Osteuropa-Institut, Freie Universität Berlin) | Берлін              | 1951             | [Архівовано 29 січня 2010 у Wayback Machine.]     |
| Семінар слов'янської філології університету ім Георга-Августа Гьоттінгену (Seminar für Slawische Philologie der Georg-August-Universität Göttingen) | Геттінген           |                  | [Архівовано 9 лютого 2010 у Wayback Machine.]     |
| Інститут славістики Вюрцбурзького університету (Institut für Slawistik der Universität Würzburg) | Вюрцбург            |                  | [Архівовано 5 лютого 2015 у Wayback Machine.]     |
| Інститут славістики, Університет ім. Мартіна Лютера в Галле (Institut für Slawistik der Martin-Luther-Universität Halle-Wittenberg) | [Галле              |                  | [Архівовано 19 серпня 2009 у Wayback Machine.]    |
| Кафедра західно- та східно-слов'янської філології (з акцентом на польській та українській) Ґрайфсвальдського університету (Lehrstuhl für Ost- und Westslawische Philologie (Schwerpunkt Polnisch/Ukrainisch) Ernst-Moritz-Arndt-Universität Greifswald) | Ґрайфсвальд         |                  | [Архівовано 25 травня 2008 у Wayback Machine.]    |
| Центр мовознавства університету ім. Фрідріха-Александра, Ерланген-Нюрнберг (Friedrich-Alexander-Universität Erlangen-Nürnberg, Sprachenzentrum) | Ерланген, Нюрнберг  |                  | [Архівовано 26 листопада 2009 у Wayback Machine.] |
| Інститут славістики Лейпцизького університету (Institut für Slawistik, Universität Leipzig) | Лейпциг             |                  |                                                   |
| Інститут Гердера (Інститут історичних досліджень Східної та Центральної Європи) (Herder-Institut e.V.) | Марбург             | 1950             | [Архівовано 14 грудня 2009 у Wayback Machine.]    |
| Слов'янсько-балтійський семінар Вестфальського університету ім. Вільгельма в Мюнстері (Slawisch-Baltisches Seminar der Westfälischen Wilhelms-Universität Münster)                                                                                      | Мюнстер             |                  |                                                   |
| Інститут слов'янської філології університету ім. Людвига-Максиміліана, Мюнхен (Institut für Slawische Philologie der Ludwig-Maximilians-Universität München)                                                                                            | Мюнхен              |                  | [Архівовано 3 вересня 2009 у Wayback Machine.]    |
| Відділ славістики Інституту іноземної філології, Університет ім. Карла фон Осієцького (Institut für Fremdsprachenphilologien — Slawistik, Carl von Ossietzky Universität Oldenburg)                                                                     | Ольденбург          |                  | [Архівовано 24 квітня 2010 у Wayback Machine.]    |
| Інститут славістики університету Регенсбург (Instituts für Slavistik der Universität Regensburg) | Регенсбург          |                  |                                                   |
| Інститут східноєвропейських досліджень (Osteuropa-Institut) | (Мюнхен) Регенсбург | 1952             |                                                   |
| Гуманітарний центр досліджень історії та культури Центрально-Східної Європи при Лейпцизькому університеті (Geisteswissenschftliches Zentrum zur Geschichte und Kultur Ostmittelosteuropas, GWZO) — окремі проекти на українську тематику                | Лейпциг             | 1997             | [Архівовано 18 серпня 2010 у Wayback Machine.]    |
| Аспірантура (мл. професура) з українських досліджень, Європейський університет на Одері Juniorprofessur für Polen- und Ukrainestudien, Europa-Universität Viadrina Frankfurt (Oder)                                                                     | Франкфурт-Одер      |                  |                                                   |

## Південна Корея
| Назва | Місто | Період існування | Посилання                                       |
| --- | ----- | ---------------- | ----------------------------------------------- |
| Факультет українознавства Університету іноземних мов Ханґук (한국외국어대학교 우크라이나어과, Department of Ukrainian Studies at Hankuk University of Foreign Studies) | Сеул  | 2009             | [Архівовано 27 березня 2022 у Wayback Machine.] |

## Польща
| Назва | Місто   | Період існування | Посилання                                       |
| --- | ------- | ---------------- | ----------------------------------------------- |
| Кафедра українознавства Яґеллонського університету (Uniwersytet Jagielloński Katedra Ukrainoznawstwa)                                              | Краків  |                  |                                                 |
| Лабораторія україністики Інституту славістики Польської академії наук (Pracownia Literatury Ukraińskiej Instytut Slawistyki PAN)                   | Варшава | 1997             | [Архівовано 18 лютого 2009 у Wayback Machine.]  |
| Відділ української філології Люблінського університету Марії Склодовської-Кюрі (Uniwersytet Marii Curie-Skłodowskiej Zakład Filologii Ukraińskiej) | Люблін  |                  |                                                 |
| Факультет української філології Вармінсько-Мазурського університету (Uniwersytet Warmińsko-Mazurski w Olsztynie Filologia Ukraińska)               | Ольштин | 2001             |                                                 |
| Кафедра українознавства Факультет прикладної лінгвістики Варшавського університету (Uniwersytet Warszawski Katedra Ukrainistyki)                   | Варшава |                  | [Архівовано 13 вересня 2009 у Wayback Machine.] |
| Європейський колеґіум польських і українських університетів (Europejskie Kolegium Polskich i Ukraińskich Uniwersytetów)                            | Люблін  |                  | [Архівовано 25 серпня 2007 у Wayback Machine.]  |
| Кафедра україністики Університету імені Адама Міцкевича у Познані (Zakład Ukrainistyki Uniwersytetu im. Adama Mickiewicza w Poznaniu)              | Познань |                  | [ 1 ]                                           |

## Придністров'я
| Назва | Місто     | Період існування | Посилання |
| --- | --------- | ---------------- | --------- |
| Кафедра української філології Придністровського державного університету (Приднестровский государственный университет) | Тирасполь | 1994             |           |

## Росія
| Назва | Місто          | Період існування | Посилання |
| --- | -------------- | ---------------- | --- |
| Центр україністики та білорусистики Московського університету (Центр украинистики и белорусистики Московского Государственного университета им. М. В. Ломоносова)                      | Москва         | 1991             | [Архівовано 19 вересня 2008 у Wayback Machine.]                                                                              |
| Кафедра українознавства Бєлгородського університету (Кафедра украиноведения Белгородского государственного университета)                                                               | Бєлгород       | 2003             | [http://old.bsu.edu.ru/Struktura/KafBSU/Ukraine/%5Bнедоступне+посилання+з+липня+2019%5D][недоступне посилання з жовтня 2019] |
| Центр україністики Південного федерального університету (Центр украинистики Южного федерального университета)                                                                          | Ростов-на-Дону |                  | [Архівовано 24 серпня 2012 у Wayback Machine.]                                                                               |
| Центр української мови та культури Московського державного лінгвістичного університету (Центр украинского языка и культуры Московского государственного лингвистического университета) | Москва         | 2004             | |

## Румунія
| Назва | Місто    | Період існування | Посилання                                      |
| --- | -------- | ---------------- | ---------------------------------------------- |
| Кафедра слов'янських мов Бухарестського університету (Universitatea din Bucureşti Catedra de Limbi şi Literaturi Slave) | Бухарест |                  | [Архівовано 26 серпня 2009 у Wayback Machine.] |
| Кафедра слов'янської філології Клузького університету (Catedra de filologie slavã Universitatea Babeş-Bolyai)           | Клуж     |                  | [Архівовано 19 лютого 2009 у Wayback Machine.] |

## Сербія
| Назва | Місто   | Період існування | Посилання |
| --- | ------- | ---------------- | --------- |
| Кафедра славістики філологічного факультету Белградського університету (Универзитет у Београду Украjински jезик и кньижевност) | Белград |                  |           |

## Словаччина
| Назва | Місто  | Період існування | Посилання |
| --- | ------ | ---------------- | --------- |
| Кафедра українознавства Пряшівського університету (Prešovská univerzita v Prešove Katedra ukrajinistiky) | Пряшів |                  |           |

## США
| Назва | Місто      | Період існування | Посилання                                      |
| --- | ---------- | ---------------- | ---------------------------------------------- |
| Український науковий інститут Гарвардського університету (Harvard Ukrainian Research Institute)                                                   | Кембридж   | 1973             | [Архівовано 10 грудня 2008 у Wayback Machine.] |
| Українознавство в Стенфордському університеті (Ukrainian Studies at Stanford University)                                                          | Стенфорд   |                  | [Архівовано 7 грудня 2008 у Wayback Machine.]  |
| Українознавство в Інституті Гарімана при Колумбійському університеті (Ukrainian Studies Program at The Harriman Institute at Columbia University) | Нью-Йорк   |                  | [Архівовано 15 травня 2008 у Wayback Machine.] |
| Українознавство в університеті Індіани в Блумінгтоні (Ukrainian Studies at Indiana University)                                                    | Блумінгтон |                  |                                                |
| Українознавство в університеті Мічигану в Анн Арбор (Ukrainian Studies Program at the University of Michigan, Ann Arbor)                          | Анн Арбор  |                  |                                                |

## Угорщина
| Назва                                                                                   | Місто    | Період існування | Посилання |
| --------------------------------------------------------------------------------------- | -------- | ---------------- | --------- |
| Факультет гуманітарних наук Будапештського університету (Eötvös Loránd Tudományegyetem) | Будапешт |                  |           |

## Україна
| Назва | Місто  | Період існування | Посилання                                       |
| --- | ------ | ---------------- | ----------------------------------------------- |
| Науково дослідний інститут українознавства МОН України                                                     | Київ   | 1992             |                                                 |
| Інститут літератури імені Тараса Шевченка НАН України                                                      | Київ   | 1926             | [Архівовано 6 жовтня 2008 у Wayback Machine.]   |
| Інститут української мови НАН України                                                                      | Київ   | 1991             |                                                 |
| Інститут історії України НАН України                                                                       | Київ   | 1936             |                                                 |
| Інститут українознавства імені І. Крип'якевича НАН України                                                 | Львів  | 1993             | [Архівовано 8 травня 2007 у Wayback Machine.]   |
| Інститут політичних і етнонаціональних досліджень імені І. Ф. Кураса НАН України                           | Київ   | 1991             | [Архівовано 29 вересня 2009 у Wayback Machine.] |
| Інститут української археографії та джерелознавства ім. М.С.Грушевського НАН України                       | Київ   | 1991             |                                                 |
| Інститут мистецтвознавства, фольклористики та етнології ім. М.Т.Рильського НАН України                     | Київ   | 1936             |                                                 |
| Інститут народознавства НАН України                                                                        | Львів  | 1992             |                                                 |
| Науково-просвітницький центр «Українознавство» товариства «Знання» України                                 | Київ   | 1996             |                                                 |
| Східний Інститут українознавства ім. Ковальських при Харківському університеті                             | Харків | 2000             | [Архівовано 3 серпня 2008 у Wayback Machine.]   |
| Український інститут національної пам'яті                                                                  | Київ   | 2006             | [Архівовано 4 грудня 2015 у Wayback Machine.]   |
| Центральний державний архів зарубіжної україніки                                                           | Київ   | 2007             | [Архівовано 4 лютого 2012 у Wayback Machine.]   |
| Центр українознавства філософського факультету Київського національного університету імені Тараса Шевченка | Київ   | 2000             | [Архівовано 28 січня 2015 у Wayback Machine.]   |

## Фінляндія
| Назва                                                                                      | Місто     | Період існування | Посилання                                      |
| ------------------------------------------------------------------------------------------ | --------- | ---------------- | ---------------------------------------------- |
| Українознавство в Гельсінському університеті (Aleksanteri-instituutti Helsingin yliopisto) | Гельсінкі |                  | [Архівовано 11 серпня 2020 у Wayback Machine.] |

## Франція
| Назва | Місто | Період існування | Посилання                                       |
| --- | ----- | ---------------- | ----------------------------------------------- |
| Слов'янські мови в Національному інституті Східних мов та цивілізацій (Institut National des Langues et Civilisations Orientales, Les langues slaves) | Париж |                  |                                                 |
| Відділення славістики Університету Париж IV (Etudes slaves, Centre universitaire Malesherbes)                                                         | Париж |                  | [Архівовано 23 вересня 2010 у Wayback Machine.] |

## Хорватія
| Назва                                                                              | Місто  | Період існування | Посилання                                      |
| ---------------------------------------------------------------------------------- | ------ | ---------------- | ---------------------------------------------- |
| Українознавство в Загребському університеті (Sveučilište u Zagrebu, Ukrajinistika) | Загреб |                  | [Архівовано 20 лютого 2010 у Wayback Machine.] |

## Чехія
| Назва | Місто   | Період існування | Посилання                                       |
| --- | ------- | ---------------- | ----------------------------------------------- |
| Відділ славістики в Університеті Масарика (Masarykova univerzita Ústav slavistiky)                                   | Брно    |                  | [Архівовано 22 вересня 2008 у Wayback Machine.] |
| Відділ славістики в Університеті Палацького (Univerzita Palackého v Olomouci Katedra slavistiky Sekce ukrajinistiky) | Оломоуц |                  | [Архівовано 13 січня 2018 у Wayback Machine.]   |
| Відділ славістики в Празькому університеті (Univerzita Karlova v Praze Ukrajinský jazyk a literatura)                | Прага   |                  | [Архівовано 30 грудня 2008 у Wayback Machine.]  |

## Японія
| Назва | Місто   | Період існування | Посилання                                      |
| --- | ------- | ---------------- | ---------------------------------------------- |
| Слов'янський дослідницький центр у Хоккайдоському університеті (Slavic Research Center at Hokkaido University) | Саппоро | 1953             | [Архівовано 17 квітня 2009 у Wayback Machine.] |

## Виноски
1. ↑  Zakład Ukrainistyki | Instytut Filologii Rosyjskiej i Ukraińskiej UAM zaprasza!. ifros.home.amu.edu.pl (pl-PL) . Архів оригіналу за 12 липня 2017. Процитовано 30 червня 2017.